# Campeonato Europeo de Waterpolo Femenino de 2010
El XIII Campeonato Europeo de Waterpolo Femenino se celebró en Zagreb (Croacia) entre el 31 de agosto y el 10 de septiembre de 2010. El evento fue organizado por la Liga Europea de Natación (LEN) y la Federación Croata de Natación.
Los partidos de efectuaron en las piscinas del Parque Deportivo Mladost de la capital croata. Participaron en total 8 selecciones nacionales divididas en 2 grupos.

## Grupos
| Grupo A | Grupo B      |
| ------- | ------------ |
| Rusia   | España       |
| Croacia | Hungría      |
| Italia  | Países Bajos |
| Grecia  | Alemania     |

## Fase preliminar
El primer equipo de cada grupo pasa directamente a los cuartos de final. Los equipos clasificados en segundo y tercer puesto tienen que disputar primero la clasificación a semifinales. 

### Grupo A
| Equipo  | J | G | E | P | GF | GC | DG  | PTS |
| ------- | - | - | - | - | -- | -- | --- | --- |
| Grecia  | 3 | 2 | 1 | 0 | 43 | 16 | +27 | 7   |
| Rusia   | 3 | 1 | 1 | 0 | 47 | 22 | +25 | 5   |
| Italia  | 3 | 1 | 0 | 1 | 39 | 22 | -17 | 4   |
| Croacia | 3 | 0 | 0 | 3 | 10 | 79 | -69 | 0   |

- Resultados

| Fecha | Hora¹ | Partido | Partido | Partido | Resultado |
| ----- | ----- | ------- | ------- | ------- | --------- |
| 31.08 | 18:00 | Croacia | -       | Rusia   | 3-28      |
| 31.08 | 19:30 | Grecia  | -       | Italia  | 7-5       |
| 02.09 | 16:30 | Grecia  | -       | Rusia   | 7-7       |
| 02.09 | 18:00 | Croacia | -       | Italia  | 3-22      |
| 04.09 | 18:00 | Croacia | -       | Grecia  | 4-29      |
| 04.09 | 19:30 | Rusia   | -       | Italia  | 12-12     |

- (¹) -  Hora local de Croacia (UTC+2)

### Grupo B
| Equipo       | J | G | E | P | GF | GC | DG | PTS |
| ------------ | - | - | - | - | -- | -- | -- | --- |
| Países Bajos | 3 | 2 | 0 | 1 | 33 | 26 | +7 | 6   |
| España       | 3 | 2 | 0 | 1 | 32 | 28 | +4 | 6   |
| Hungría      | 3 | 1 | 1 | 1 | 29 | 31 | -2 | 4   |
| Alemania     | 3 | 0 | 1 | 2 | 30 | 39 | -9 | 1   |

- Resultados

| Fecha | Hora¹ | Partido      | Partido | Partido      | Resultado |
| ----- | ----- | ------------ | ------- | ------------ | --------- |
| 31.08 | 15:00 | España       | -       | Alemania     | 12-10     |
| 31.08 | 16:30 | Países Bajos | -       | Hungría      | 8-9       |
| 02.09 | 15:00 | Países Bajos | -       | Alemania     | 17-10     |
| 02.09 | 19:30 | España       | -       | Hungría      | 13-10     |
| 04.09 | 15:00 | Alemania     | -       | Hungría      | 10-10     |
| 04.09 | 16:30 | España       | -       | Países Bajos | 7-8       |

- (¹) -  Hora local de Croacia (UTC+2)

## Fase final

### Cuartos de final
| Fecha | Hora¹ | Partido | Partido | Partido | Resultado |
| ----- | ----- | ------- | ------- | ------- | --------- |
| 06.09 | 17:30 | Rusia   | -       | Hungría | 12-9      |
| 06.09 | 19:30 | España  | -       | Italia  | 9-10      |

- (¹) -  Hora local de Croacia (UTC+2)

### Semifinales
| Fecha | Hora¹ | Partido | Partido | Partido      | Resultado |
| ----- | ----- | ------- | ------- | ------------ | --------- |
| 08.09 | 17:30 | Italia  | -       | Grecia       | 5-10      |
| 08.09 | 19:30 | Rusia   | -       | Países Bajos | 10-7      |

- (¹) -  Hora local de Croacia (UTC+2)

### Tercer lugar
| Fecha | Hora¹ | Partido | Partido | Partido      | Resultado |
| ----- | ----- | ------- | ------- | ------------ | --------- |
| 10.09 | 17:30 | Italia  | -       | Países Bajos | 12-14     |

### Final
| Fecha | Hora¹ | Partido | Partido | Partido | Resultado |
| ----- | ----- | ------- | ------- | ------- | --------- |
| 10.09 | 19:30 | Grecia  | -       | Rusia   | 6-11      |

- (¹) -  Hora local de Croacia (UTC+2)

## Medallero
|       |        |              |
| Rusia | Grecia | Países Bajos |

## Estadísticas

### Clasificación general
| 1. Rusia        |
| 2. Grecia       |
| 3. Países Bajos |
| 4. Italia       |
| 5. Hungría      |
| 6. España       |
| 7. Alemania     |
| 8. Croacia      |